# Snowboard-Weltmeisterschaften 1996
Die 1. FIS Snowboard-Weltmeisterschaften fanden vom 24. bis 28. Januar 1996 in Lienz (Österreich) statt. Die Eröffnung wurde am 20. Januar um 19 h durch FIS-Präsident Marc Hodler durchgeführt. Im Vorfeld dieser Veranstaltung war auf eine Verschmelzung mit der ISF, deren Profis hier fehlten, gehofft worden.

## Männer

### Halfpipe
| Platz | Land | Sportler     |
| ----- | ---- | ------------ |
| 1     | USA  | Ross Powers  |
| 2     | USA  | Lael Gregory |
| 3     | USA  | Rob Kingwill |

| Datum: 24. Januar 1996 |
| Ivan Zeller (8.)       |
| Max Steinhauser (12.)  |

### Riesenslalom
| Platz | Land       | Sportler           |
| ----- | ---------- | ------------------ |
| 1     | USA        | Jeff Greenwood     |
| 2     | USA        | Mike Jacoby        |
| 3     | Österreich | Helmut Pramstaller |

| Dieter Moherndl (5.)      |
| Stefan Kaltschütz (12.)   |
| Rupert Wallinger (14.)    |
| Willi Schiedermeier (18.) |

| Rainer Krug (41.)       |
| Mathias Behounek (42.)  |
| Bernd Kroschewski (44.) |

### Parallelslalom
| Platz | Land        | Sportler           |
| ----- | ----------- | ------------------ |
| 2     | Italien     | Ivo Rudiferia      |
| 2     | Deutschland | Rainer Krug        |
| 3     | Österreich  | Helmut Pramstaller |

| Datum: 28. Januar 1996    |
| Stefan Kaltschuetz (6.)   |
| Dieter Moherndl (7.)      |
| Matthias Behounek (9.)    |
| Willi Schiedermeier (15.) |

## Frauen

### Halfpipe
| Platz | Land        | Sportler              |
| ----- | ----------- | --------------------- |
| 1     | Niederlande | Carolien van Kilsdonk |
| 2     | USA         | Annemarie Uliasz      |
| 3     | USA         | Cammy Potter          |

| Datum: 24. Januar 1996          |
| keine Starterinnen aus D-A-CH-L |

### Riesenslalom
| Platz | Land       | Sportler        |
| ----- | ---------- | --------------- |
| 1     | Frankreich | Karine Ruby     |
| 2     | Österreich | Manuela Riegler |
| 3     | USA        | Sondra van Ert  |

| Ursula Fingerlos (4.)          |
| Birgit Herbert (5.)            |
| Amalie Kulawik (6.)            |
| Maria Kirchgasser-Pichler (9.) |

| Isabell Zedlacher (13.) |
| Alexander Krings (14.)  |
| Steffi Prentl (15.)     |
| Tanja Fischer (21.)     |

### Parallelslalom
| Platz | Land        | Sportler        |
| ----- | ----------- | --------------- |
| 1     | Italien     | Marion Posch    |
| 2     | Niederlande | Marcella Boerma |
| 3     | USA         | Sondra van Ert  |

| Heidi Renoth (4.)     |
| Steffi Prentl (5.)    |
| Amalie Kulawik (6.)   |
| Isabel Zedlacher (7.) |
| Birgit Herbert (10.)  |

| Maria Kirchgasser-Pichler (11.) |
| Alexandra Krings (15.)          |
| Ursula Fingerlos (16.)          |
| Manuela Riegler (17.)           |

## Medaillenspiegel
| Platz  | Land        |   |   |   |    |
| ------ | ----------- | - | - | - | -- |
| 1      | USA         | 2 | 3 | 4 | 9  |
| 2      | Italien     | 2 | 0 | 0 | 2  |
| 3      | Niederlande | 1 | 1 | 0 | 2  |
| 4      | Frankreich  | 1 | 0 | 0 | 1  |
| 5      | Österreich  | 0 | 1 | 2 | 3  |
| 6      | Deutschland | 0 | 1 | 0 | 1  |
| Gesamt | Gesamt      | 6 | 6 | 6 | 18 |